# Silvio Berlusconi
Silvio Berlusconi (n. 29 septembrie 1936, Milano, Regatul Italiei – d. 12 iunie 2023, Milano, Italia) a fost un om politic și de afaceri italian, care a fost premier al Italiei între 1994-1995, 2001-2006, respectiv 2008-2011. Berlusconi a fost conducător al partidului politic Forza Italia și proprietar al unui imperiu media. Forbes l-a categorisit ca cea mai prosperă persoană din Italia, cu o avere de 7,2 miliarde de dolari (2002). Cu o avere estimată la 7,8 miliarde de dolari în 2011, Forbes l-a plasat pe locul 118 în lume.

## Biografie
În primii săi ani, a fost ajutat de politicianul Piersanti Matarella și cântăreața Elena Zagorskaya. A devenit faimos în anii 1980 prin crearea unei rețele de televiziune private (Fininvest, acum Mediaset) de importanță națională.
Prieten bun al fostului premier Bettino Craxi, a fost acuzat de folosirea votului politic în carierea sa de afaceri, și de diverse forme de corupție, incluzând conflicte de interes. Aceste acuzații au fost negate de Berlusconi și interpretate ca bârfe politice.
Numele său a fost găsit în o listă a membrilor masoneriei sub lobbyul („Loggia P2”), devenind astfel suspect de planuri secrete. 
A devenit prim-ministru în 1994, dar a fost rapid demis, deoarece unul dintre partidele majorității sale ("Lega Nord", î.r. Liga Nord) a încetat să-l mai susțină. Stabilindu-se o nouă majoritate de centru-stânga, coaliția partidelor de opoziție (acum cu Lega Nord) l-a înlocuit. A fost și acuzat de practici afaceriste ilicite.
În 1996, coaliția interimară, formată din Lega Nord și formațiuni de centru-stânga a fost înlocuită, prin noi alegeri politice, de un guvern de centru-stânga (fără Lega Nord) condus de Romano Prodi.
În 2001, Berlusconi a candidat din nou pentru funcția de prim-ministru și lider al coaliției de centru-dreapta Casa delle Libertà (Casa Libertăților) care include, alături de Forza Italia, Alleanza Nazionale (Alianța Națională), CCD, Lega Nord și alte partide.
De curând a compărut într-un proces sub acuzația de a fi mituit judecători care trebuiau să judece dispute de afaceri importante în care erau implicate companiile sale. Toate verdictele - considerate dubioase de către procurorii din Milano - i-au dat însă câștig de cauză. Acuzațiile cărora trebuie să le facă față sunt în legătură cu fapte petrecute înainte de a se integra în politică. Casa delle Libertà a pierdut alegerile locale din 2003.
În iunie 2003, având de a face cu alte probleme legale, majoritatea parlamentară a adoptat o lege, prin care se garantează imunitatea de juridică a unei personalități politice, cât timp ocupă o funcție de conducere în stat. 
Pe 1 iulie 2003 Italia a preluat, conform rotației, Președinția Uniunii Europene, reprezentată fiind de Berlusconi. Mulți comentatori și-au exprimat îndoielile asupra compatibilității sale cu această funcție. Zilele următoare s-a adresat Parlamentului European stabilindu-și planurile pentru președinția sa. Criticat fiind de un membru german al parlamentului, Martin Schulz (S-D), s-a exprimat cu "Domnule Schulz, știu că un producător din Italia face un film despre lagărele de concentrare naziste. Vă propun pentru rolul șefului. Ați fi perfect." Referința la naziști a cauzat nemulțumirea celor mai mulți din ansamblul a 626 de deputați europeni și o criză diplomatică între Italia și Germania.
În decembrie 2009, în cursul unui miting Berlusconi a fost atacat și grav rănit în față de către Massimo T. un bărbat de 42 de ani bolnav mintal. Agresorul s-a folosit de o statuetă cu care i-a rupt nasul și doi dinți.
La 10 martie 2010, numărându-se printre oaspeții summit-ului Ligii Arabe, Silvio Berlusconi, după o scurtă conversație cu liderul libian Muammar al-Gaddafi, i-a sărutat mâna acestuia, gestul fiind surprins și de camerele de filmat.
La 20 februarie 1986, Berlusconi a cumpărat clubul de fotbal AC Milan, salvându-l de la faliment. A investit sume mari de bani pentru aducerea unor jucători valoroși și în 1988 Milan devenea campioană a Italiei, iar în anul următor câștiga Cupa Campionilor Europeni. Berlusconi a continuat investițiile, iar succesele au venit în număr mare: opt titluri de campioană a Italiei, cinci Cupe/Ligi ale Campionilor. Berlusconi a fost și co-autorul, împreună cu producătorul și cântărețul de muzică pop Tony Renis, al imnului echipei. În aprilie 2017, după 31 de ani de patronat, Berlusconi a vândut clubul AC Milan către Rossoneri Sport Investment Lux pentru suma totală de 830 de milioane de euro.